# Sự phụ thuộc lẫn nhau về kinh tế
Sự phụ thuộc lẫn nhau về kinh tế là sự phụ thuộc lẫn nhau của các thành phần trong hệ thống kinh tế mà ở đó có sự trao đổi mua bán để có được sản phẩm mà các tổ chức không thể tự sản xuất hiệu quả được. Mối quan hệ đó dẫn đến việc thái độ của một thành phần sẽ ảnh hưởng đến các đối tác khác của thành phần đó và việc hủy hoại sự hợp tác đó sẽ ảnh hưởng rất lớn. Vấn đề này được nhắc đến bởi A. A. Cournot “...nhưng trên thực tế hệ thống kinh tế là một tổng thể trong đó tất cả các thành phần kết nối và ảnh hưởng lẫn nhau. Sự tăng trưởng về thu nhập của nhà sản xuất sản phẩm A sẽ ảnh hưởng đến nhu cầu cho sản phẩm B, C,... và nguồn thu của các nhà sản xuất, và từ đó ảnh hưởng nhu cầu cho sản phẩm A”. Sự phụ thuộc lẫn nhau về kinh tế được chứng minh là hệ quả của việc phân chia lao động. 
David Baldwin đã định nghĩa sự phụ thuộc lẫn nhau về kinh tế toàn cầu là chi phí cơ hội phát sinh từ phí rút lui trong trường hợp các nền kinh tế quyết định chấm dứt những mối quan hệ hợp tác về kinh tế giữa các nước với nhau. Người khác lại cho rằng nó đòi hỏi một mức độ nhạy cảm nhất định của kinh tế học hành vi của một quốc gia đối với các chính sách và sự phát triển của các quốc gia khác bên ngoài biên giới. Sự phụ thuộc lẫn nhau của kinh tế thế giới phát triển sau thế chiến thế giới thứ 2, là kết quả của quá trình công nghiệp hóa (điện toán hóa, du lịch giá rẻ, viễn thông giá rẻ,...) và các chính sách liên quan, được đề ra với mục đích đưa nền kinh tế quốc gia bước vào cuộc đua kinh tế toàn cầu.
Một số học giả về quan hệ quốc tế cho rằng sự phụ thuộc lẫn nhau về kinh tế góp phần tạo nên mối quan hệ hòa bình hữu nghị giữa các nước. Một số học giả khác lại cho rằng mối quan hệ này khác biệt hơn hoặc nhấn mạnh vào việc sự phụ thuộc này có thể tạo nên những mâu thuẫn giữa các quốc gia. Ví dụ, trong nghiên cứu về “vũ khí hóa sự phụ thuộc”, Abraham Newman và Henry Farrell đã chỉ ra việc một số quốc gia sở hữu quyền tài phán đối với vấn đề kinh tế trọng yếu có thể sử dụng chúng để tạo đòn bẩy kinh tế chống lại các đối thủ khác.

## Sự phụ thuộc lẫn nhau về kinh tế và mâu thuẫn
Các học giả quan hệ quốc tế có sự chia rẽ về việc liệu sự phụ thuộc lẫn nhau về kinh tế góp phần tạo nên hòa bình hay gây nên tranh chấp. Các phân tích thể hiện rằng sự phụ thuộc lẫn nhau về kinh tế có thể dẫn đến cả chiến tranh và hòa bình, với rất nhiều yếu tố quyết định ảnh hưởng của sự phụ thuộc. Dale C. Copeland cho rằng kì vọng về việc thương mại tương lai ảnh hưởng đến sự phụ thuộc kinh tế dễ dẫn tới hòa bình hoặc mâu thuẫn; trong khi các nhà lãnh đạo không tin rằng mô hình thương mại trong tương lai sẽ thuận lợi, họ dễ vướng vào mâu thuẫn và cạnh tranh hơn khi họ tin rằng mô hình thương mại tương lai có lợi cho khu vực của họ. Theo Henry Farrell và Abraham L. Newman, các khu vực có thể “vũ khí hóa sự phụ thuộc” bằng cách tranh giành quyền kiểm soát của một số yếu tố trọng yếu trong mạng lưới toàn cầu về trao đổi thông tin và tài chính. Những người theo chủ nghĩa hiện thực như John Mearsheimer và Joseph Grieco đưa ra quan điểm rằng sự phụ thuộc làm tăng khả năng xảy ra mâu thuẫn bằng việc tạo ra sự phụ thuộc và nhạy cảm mà các nền kinh tế sẽ cố gắng làm mất đi; ví dụ, khu vực này sẽ sợ khu vực khác cắt đứt kết nối tới nguồn nguyên liệu quan trọng.
Beth Simmons và Patrick McDonald tranh luận rằng sự phụ thuộc tạo ra một nhóm các nền kinh tế tư bản tự do với những lợi ích khác nhau, làm cho sự mâu thuẫn giảm thiểu khả năng. Tuy nhiên, các nền kinh tế khác, nơi mà các tổ chức nội địa hưởng lợi từ các rào cản thương mại sẽ dễ dẫn đến mâu thuẫn về các vấn đề thương mại. Theo Stephen G. Brooks, sự toàn cầu hóa sản xuất đã tạo ra ảnh hưởng nặng nề đến các cường quốc qua việc (i) khiến các cường quốc gặp khó khăn trong việc có những công nghệ quân sự hiện đại, tiên tiến nếu không là một thành phần của chuỗi cung cầu toàn cầu, (ii) giảm động lực chiếm lĩnh lãnh thổ của các quốc gia phát triển, (iii) dễ dàng hội nhập khu vực, hội nhập quốc tế.
Việc Chiến tranh Thế giới thứ nhất nổ ra trong thời điểm toàn cầu hóa mới bắt đầu diễn ra và sự phụ thuộc kinh tế thường được đề cập tới là ví dụ của việc phụ thuộc kinh tế thất bại trong việc hạn chế mâu thuẫn hoặc thậm chí còn góp phần vào đó. Một số học giả khác đã phủ nhận việc Chiến tranh Thế giới thứ nhất là sự thất bại của lý thuyết tự do.
Theo phân tích năm 2005 dựa trên những nghiên cứu đã có, cho rằng mua bán trao đổi nhiều bước giảm thiểu mâu thuẫn.

## Những biện pháp đo lường sự phụ thuộc kinh tế thế giới
Vì sự phụ thuộc kinh tế có thể khác nhau dựa theo thước đo và tình huống, có nhiều biện pháp được sử dụng để đo lường mức độ phụ thuộc giữa các quốc gia và trong nội bộ quốc gia. Tài liệu dưới đây là một số biện pháp đã được áp dụng trong việc đo lường tỉ lệ phụ thuộc kinh tế: 

### Phương pháp phân tầng hệ thống
Phương pháp này dựa trên châm ngôn rằng toàn cầu hóa làm gia tăng sự hội nhập và phụ thuộc lẫn nhau của các nền kinh tế khác nhau. Phương pháp phân tầng hệ thống được sử dụng để đo lường sự phụ thuộc kinh tế bằng cách phân tích các cụm tăng trưởng, mối quan hệ giữa các quốc gia và sự đồng điệu về chu trình kinh tế. Mối quan hệ hay sự tác động về kinh tế giữa các quốc gia hay khu vực thường được tính toán bằng hệ số tương quan chéo của Pearson. Ma trận tương quan này là một phương pháp thể hiện mối quan hệ tương hỗ của các quốc gia trong một khoảng thời gian nhất định. Để tính toán các nhân tố tăng trưởng, các nhà kinh tế học cần thu thập và phân tích sự thay đổi GDP của từng quốc gia trong một khoảng thời gian nhất định. Mối quan hệ giữa sự phụ thuộc và vòng tuần hoàn kinh tế được tính bằng ma trận tương quan khoảng cách trong giai đoạn 10 năm. Sự kết hợp của các kết quả sẽ cho ta thấy sự phụ thuộc về kinh tế của các quốc gia theo thời gian. Qua đó, các xu hướng trong dữ liệu phân tích đã chỉ ra rằng mức độ của sự phụ thuộc kinh tế toàn cầu đang tăng lên do sự toàn cầu hóa.

### Phương pháp địa chính trị
Một phương pháp khác để đo đạc mức độ phụ thuộc kinh tế là thông qua địa chính trị - dựa trên niềm tin rằng sự phụ thuộc kinh tế xuất hiện do nhu cầu trao đổi hàng hóa chuyên dụng cho các ngành công nghiệp trọng điểm và quốc phòng giữa các quốc gia. Phương pháp địa chính trị dựa trên sự phụ thuộc cả theo chiều ngang và chiều dọc. Sự phụ thuộc theo chiều dọc tính toán liệu rằng sự thay đổi giá của một hàng hóa ở đất nước X sẽ ảnh hưởng đến đất nước Y như thế nào. Sự phụ thuộc theo chiều ngang sẽ tính toán các hoạt động thương mại song phương, giao dịch và các khoản đầu tư giữa hai nước. Dữ liệu thu thập được đều được sử dụng để tính toán sự phụ thuộc về kinh tế vì trong trường hợp có mối tương quan cao về sự phụ thuộc chiều dọc giữa hai nước X và Y mà không có sự phụ thuộc theo chiều ngang (trao đổi hàng hóa, dịch vụ hoặc tiền vốn), nước X và Y sẽ có rất ít/không có sự phụ thuộc về kinh tế. Sự phụ thuộc theo chiều dọc mà không có chiều ngang diễn ra vì một số nhân tố như sự thay đổi của các yếu tố kinh tế. Ví dụ, trong trường hợp thương mại và dòng chảy của các nhân tố trong thế giới Ả Rập (thường rất hạn chế); chúng ta có thể quan sát được sự chuyển động song song của các yếu tố giá cả, rất có thể chỉ là do tác động của các yếu tố thị trường thể giới (ảnh hưởng đồng thời đến tất cả các nền kinh tế).

### Phương pháp cấu trúc rút lui
Như Baldwin và Crescenzi đã đề xuất, sự phụ thuộc lẫn nhau về kinh tế có thể được coi là một yếu tố của phí rút lui có thể xảy ra, có thể ảnh hưởng, thúc đẩy hoặc không thể tác động đến những mâu thuẫn chính trị. Một vấn đề lớn xảy ra là cần một phương pháp hợp lý để tính toán phí rút lui và sự phụ thuộc nhưng đồng thời vẫn giữ được sự tiếp cận theo một hệ thống với nhiều quốc gia tham gia. Crescenzi đã giải quyết vấn đề này bằng sự tương tác của giá cả linh hoạt giữa hai bên và dữ liệu về các hoạt động thương mại nhằm thể hiện cả hai mô hình thị trường và mức độ của phí rút lui có thể xảy ra. Trong khi dữ liệu về sự linh hoạt giá cả thể hiện khả năng của một khu vực khi đứng trước sự thay đổi về kinh tế gây ra bởi khu vực khác, sự tiếp xúc với dữ liệu thương mại vô cùng quan trong vì nó thể hiện mức độ của mối quan hệ phụ thuộc khi so sánh với nền kinh tế của khu vực và danh mục đầu tư toàn cầu. Qua hai yếu tố trên, Crescenzi tiếp tục mở rộng nghiên cứu của mình bằng cách lý giải mối quan hệ giữa sự phụ thuộc về kinh tế và việc nó liên quan tới các mâu thuẫn chính trị.